# 大河家镇
大河家镇，是中华人民共和国甘肃省临夏回族自治州积石山保安族东乡族撒拉族自治县下辖的一个乡镇级行政单位。

## 行政区划
大河家镇下辖以下地区：
大河社区、大河家村、康吊村、甘河滩村、梅坡村、大墩村、韩陕家村、陈家村、周家村、四堡子村和克新民村。

## 特产
大河家鸡蛋皮核桃：中国地理标志产品。